# Vlag van Gooise Meren

Logovlag van het gemeentebestuur

De gemeente Gooise Meren voert geen officiële vlag. De gemeenteraad heeft in het najaar van 2016 besloten dat de gemeente als zodanig geen vlag voert, maar dat de kernen Bussum, Naarden en Muiden ieder hun voormalige gemeentevlag behouden als dorps- c.q. stadsvlag. Op deze manier behouden alle kernen hun eigen identiteit. De gemeente maakt wel gebruik van een onofficiële witte vlag voorzien van het logo van de gemeente, welke uitsluitend door het gemeentebestuur wordt gebruikt en welke niet is geregistreerd in het vlaggenregister. 

## Vlaggen van de kernen
Alle vier de dorpen in de gemeente Gooise Meren hebben een eigen dorpsvlag.

Vlag van Bussum
Vlag van Muiden
Vlag van Muiderberg
Vlag van Naarden

Aalsmeer · Alkmaar · Amstelveen · Amsterdam · Bergen · Beverwijk · Blaricum · Bloemendaal · Castricum · Den Helder · Diemen · Dijk en Waard · Drechterland · Edam-Volendam · Enkhuizen · Gooise Meren · Haarlem · Haarlemmermeer · Heemskerk · Heemstede · Heiloo · Hilversum · Hollands Kroon · Hoorn · Huizen · Koggenland · Landsmeer · Laren · Medemblik · Oostzaan · Opmeer · Ouder-Amstel · Purmerend · Schagen · Stede Broec · Texel · Uitgeest · Uithoorn · Velsen · Waterland · Wijdemeren · Wormerland · Zaanstad · Zandvoort